# АЗДК-1
АЗДК-1 — малогабаритный звёздный датчик, предназначенный для малых космических аппаратов, разработанный компанией «Азмерит», входящей в холдинг «Российские космические системы». Датчик предназначен для использования в коммерческих наноспутниках и, в частности, вошёл в состав спутника дистанционного зондирования Земли «ОрбиКрафт-Зоркий», который был запущен 22 марта 2021 года с космодрома Байконур на ракете-носителе «Союз-2».
Функциональное назначение — определение пространственной ориентации конструкций, на которые он установлен, относительно инерциальной экваториальной звёздной системы координат путём наблюдения звёзд в видимом спектральном диапазоне. Вес — 193 грамма.

## Техническое описание
АЗДК-1 является малогабаритным звёздным датчиком, который предназначен для определения пространственной ориентации конструкций, на которые он установлен, относительно инерциальной экваториальной звёздной системы координат путём наблюдения звёзд в видимом спектральном диапазоне.
Средняя погрешность определения координат центра поля зрения — 10 угловых секунд, ширина поля зрения — 22°, средняя погрешность определения угла поворота вокруг оси визирования −70 угловых секунд, максимальная частота опроса — 5 Гц, максимальная рабочая угловая скорость, не менее — 3°/с, габариты (с блендой) — 56 мм × 60 мм × 92,8 мм, масса: 193 грамм (без кабеля, ЭВТИ и защитных крышек). С использованием датчика может быть обеспечена ориентация КА с точностью 5 угловых секунд.
Датчик выявляет свою ориентацию в инерциальной системе координат с помощью наблюдения звёзд в видимом диапазоне длин волн. В его корпус вмонтирован объектив на встроенном матричном приёмнике излучения. Те изображения звёзд, которые фиксируются, хранятся в каталоге навигационных звёзд. Затем происходит сравнение звёзд из каталога с изображениями звёзд в кадре. По отождествлённым звёздам происходит вычисление ориентации датчика относительно инерциальной системы координат, связанной с неподвижными звёздами.
Датчик прошёл все наземные испытания, включая функциональные, вибродинамические и термовакуумные.